# X (album Kylie Minogue)
X album je australske pjevačice Kylie Minogue objavljen 2007. godine. 

## O albumu
To je njen 10. studijski album, njeno prvo izdanje nakon kompilacije Ultimate Kylie iz 2004. godine, i njen prvi studijski album nakon Body Language iz 2003. godine. Debitantki singl s albuma X je "2 Hearts". Objavljen u studenom 2007. godine u svijetu. Debitantki singl američkog izdanja albuma iz travnja 2008. godine je "All I See".
Rad na albumu počeo je nakon Minogueinog oporavka od raka dojke i uz radioterapije. Njen rak, koji je dijagnoziran u svibnju 2005. godine, rezultirao je odlaganjem njene turneje Showgirl: The Greatest Hits Tour. Minogue je nastavila turneju u kasnoj 2006. godini, u sredini snimanja albuma X, i završila je sljedeće godine.
Usprkos različitim kritičkim ocjenama, X je nominiran za BRIT Award nagradu za "Najbolji međunarodni album" i debitirao je na prvom mjestu u Australiji, i na jednom od prvih 5 mjesta u Ujedinjenom Kraljevstvu. Nema službene statistike za prodaju albuma, ali britanske novine The Times su 2008. godine u prosincu objavile da je prodano preko 1 milijun primjeraka albuma X širom svijeta.
3. prosinca 2008. godine objavljeno je da album X nominiran za nagradu Grammy u kategoriji Best Electronic/Dance Album  (Najbolji elektronički/dance album) i tako je Minogue dobila svoju 5. nominaciju za Grammy.

### Pozadina
Dok se oporavljala u Melbourne-u, Minogue je počela pisati tekstove pjesama, s obzirom na to da nije radila nikakvu glazbu prethodne godine. Inspirisana mislima o svemu što je htjela uraditi jednom kad se oporavi i njenim sumnjama o nastavku karijere, napisala je tekstove koji su kasnije formirali osnove pjesama “Cosmic” i “No More Rain”.
Nakon oporavka od raka, X je bio prvi album za koji je pripremala da ga snimi, nakon što je bila zauzeta zbog završetka kruga snimanja, izdanja i turneje. Bila je zabrinuta jer nije pjevala neko vrijeme i bojala se da ne može nastupati tako brzo nakon terapije od raka. Minogue je počela raditi na albumu u svibnju 2006. godine, prekinula na kraju godine zbog nastavka Showgirl turneje, a jednom kad se turneja završila, vratila se u studio da završi album, osjećajući da je završavanje albuma njen cilj.
Početna snimanja u New Yorku s Jakeom Shearsom i Babydaddy rezultirala su pjesmama "White Diamond" i "Singing In My Sleep" prije nego što se Minogue vratila svojim stalnim pomoćnim piscima Biffco (Richard Stannard, Julian Peake i Paul Harris) u Brighton da radi na većem broju pjesama. Ova suradnja je završila jako produktivno, s pjesmama "Stars", "Fall For You", "Ruffle My Feathers", "Taprobane" i "I Don’t Know What It Is". Tijekom Biffco snimanja, škotski glazbenik Calvin Harris radio je s timom na pjesmi "In My Arms", dok je Stannard dao pjesmu "The One", koju je producirao s Russellom Smallom i Jamesom Wiltshirom, članom sastava Freemasons. Stannard je također radio sa Stuartom Crichtonom na "Tell It Like It Is", Daveom Morganom ("Simple Boy"), Robom Davisom ("One To One"), Martinom Harringtonom, Ashom Howesom i Hannah Robinson ("Give Up To Love").
Jednom kad su snimanja završena, Parlophonov A&R tim počeo je slati pisma mnogim umjetnicima, producentima i tekstopiscima da pomognu Minogue i njenom timu. Minogue je nastavila raditi sa sve većim brojem umjetnika, bilo to profesionalaca, bilo umjetnika u usponu, na svom novom materijalu za album. Harris se vratio na projekt s pjesmom "Heart Beat Rock", snimanja sa škotskim glazbenikom Mylom rezultirala su pjesmama "I’m In The Mood For Love" i "Spell of Desire" dok je Londonski sastav Kish Mauve producirao dvoje vlastite pjesme za Minogue,"2 Hearts" i "Lose Control". Boy George i Amanda Ghost napravili su pjesmu "I’m Ready", s daljim materijalom od Roba Davisa, Hannah Robinson ("So Safe"), Henrika Korpija ("Never Be Lonely"), Siobhan Fahey, Goldfrappa, Sneaky Sound System, Hot Chip i Alana Braxe-a.
Minoguein materijal približio se težoj elektronici s novim suradnjama. Danski producenti Mich Hedin Hansen i Jonas Jeberg poslali su demopjesme "Like A Drug" Parlophone-u, koji ga nije odmah prihvatio, ali jeste u drugom pokušaju. Minogue je snimila pjesmu u Londonu, a kasnije je snimila "All I See" (napisao ju je tekstopisac kuće EMI Edwin "Lil Eddie" Serrano), "Down Down" i "Rippin’ Up The Disco" s njima. Snimanja u Stockholmu s tekstopiscom Karen Poole i švedskim producentima Bloodshy & Avant rezultirala su pjesmama "Speakerphone", "Cherry Bomb" i "Nu-Di-Ty". Minogue im je dala svoj tekst i prihvatila rad na pjesmi "No More Rain" s njima, ali njihov težak produkcijski stil nije dobro radio na pjesmi.
Minogue je zatražila snimanje u studiju u Ibizi sa svojim prošlim suradnikom Karen Poole, i novim suradnikom Gregom Kurstinom, američkim glazbenikom i producentom. Napisali su pjesme "Wow", "King or Queen", "Deepest Blue", "Carried Away", "Do It Again", i "Magnetic Electric". Minogue je dala pjesmu "No More Rain" Kurstinu da završi novu produkciju pjesme. Poole je radila sa Soul Mechanics na pjesmi "My Love Is Real".
Snimljeno je još novih pjesama za album. Minogue je snimila obradu pjesme od Roxy Music "Love Is The Drug" s Calvinom Harrisom, i završila pjesmu "Cosmic" s producentom Egom White. Minogue je uključila i tekstopisca Guya Chambersa, koji joj je dao pjesmu koji je napisao prošle godine i u nju uključio isječak iz pjesme "Bonnie et Clyde" Serge Gainsbourga. Cathy Dennis se pridružila Minogue u daljoj obradi pjesme, koja je postala "Sensitized". Ona je također napisala nekoliko pjesama za Minoguein album, uključujući suradnju s producentom Markom Ronsonom nazvanu "Boys Boys Boys". Minogue je također uradila nekoliko pjesama sa svojim dugim suradnikom Stevom Andersonom iz Brothers In Rhythm, uključujući pjesme "Hush Hush", "Flower" i "That's Why They Write Love Songs".
Škotski glazbenik Mylo također je dopunio nekoliko pjesama za album s Minogue. Nakon snimanja pjesama u studiju rekao je: "Poslane su da se montiraju i bit će na konačnom albumu". Bio je šokiran kad je album izdan bez ijedne pjesm eu koju je bio uključen. "Iskreno, mislim da je album totalni nered, posebno za pjesmu koju je ona ustvari ukrala, (od Kish Mauve) "2 Hearts"", rekao je za BBC Radio 1.

#### Naziv albuma
Naziv albuma, X, je čista referenca da je to Minoguein deseti studijski album, jer X znači rimski broj 10. Kasnije je u intervjuu na njenoj službenoj stranici rečeno da su tokom perioda produkcije obožavatelji na njenim forumima dali albumu ime Album X. Zbog toga je ona albumu dala ime X.
Također mislilo se da je ime albuma referenca na INXS-ov album X, koji je objavljen dok je Minogue izlazila s Michaelom Hutchenceom. Na albumu je pjesma "Suicide Blonde" za koju se mislilo da je o Kylie.

### Promocija
Da promovira objavljivanje albuma, Minogue je izvela ekskluzivni show na televizijskom kanalu ITV1 nazvan The Kylie Show, na kojem je pjesama s novog albuma i njena 4 prošla hita. Prvi put prikazan je 10. studenog 2007. Minogue se također pridružila Jou Whileyu na Radiju 1 za poseban show za promociju novog albuma nazvan Kylie and Whiley tijekom kojeg su ponovno napravili scenu iz Neighbours. Također, Kylie je izvela nekoliko pjesama u raznim europskim emisijama.
28. studenog 2007. godine, Minogue je izjavila da će promovirati X europskom turnejom koja će biti nazvana KylieX2008.
Za promovira album, Kylie se pojavila u australskom "Sunrise" jutarnjem showu 14. siječnja 2008. godine. Pojavila se u nekoliko emisija u SAD-u da promovira album i debitantski singl s njega. 31. ožujka dala je interbju za show Today na programu NBC s Mattom Lauerom. Minogue je također izvela "All I See" i "Can't Get You out of My Head" uživo 1. travnja 2008. na finalnoj emisiji američkog izdanja emisije Ples sa zvijezdama. Također, nastupila je u showu The Late Late Show with Craig Fergusoni The Ellen DeGeneres Show izvodeći "All I See" i pojavila se u sedmoj sezoni emisije American Idol u posebnom dijelu Idol Gives Back zajedno s nekim od najvećih imena u glazbi, kao što su Gloria Estefan, Celine Dion, Bono, Annie Lennox, Maroon 5, Emma Bunton, Geri Halliwell itd. 8. travnja 2008. godine. To je bilo Minogueino zadnje pojavljivanje u SAD-u prije nego što se vratila u Englesku i počela pripremati za turneju, koja je počela 6. svibnja 2008. godine u Parizu. Nažalost, album je debitirao na 139. mjestu. Neki su obožavatelji ukorili odgođenjo objavljivanje albuma u SAD-u, jer pošto je tu izdan 6 mjeseci nakon svog međunarodnog objavljivanja, obožavatelji su za to vrijeme kupili važne inačice albuma u Ujedinjenom Kraljevstvu.
Glavni problem s promocijom albuma bio je siromašan izbor singlova od Minogueinih menadžera.  Mnogi izvori, uključujući Pereza Hiltona jako su pozitivno ocijenili pjesmu  "Speakerphone", koju su producirali Bloodshy i Avant. Još jedan obožavatelj pjesme je američka pjevačica Madonna koja je pjesmu stavila na svoj Celebrity popis pjesama na iTunesu 2008. godine, izjavljujući da je "Speakerphone" najbolja pjesma s albuma. U premijernoj epizodi druge sezone od "America's Best Dance Crew," koja je prikazana 19. lipnja Fanny Pak koristili su tu pjesmu u Crew Choice Challenge. Pjesma je komentirana kao jako moderna i napredna, posebno za američke slušatelje koji su je uspoređivali s "Can't Get You Out of My Head". Ostali su govorili da bi "Wow" ili "Like A Drug" trebali biti debitantski singlovi s albuma u SAD-u. Ipak, objavljen je singl "All I See", koji nije bio jako uspješan. U Europi, dodatni problem bio je što je pjesma "2 Hearts" drastični skok od Minogueinog ostalog rada (posebno onog na albumu X) i čisto duplicirana inačica Kish Mauvea. Objavljivanje zadnjeg singla, "The One" zanemareno je jer je objavljen samo u digitalnom formatu s promotivnim spotom. Singl inačicu su remiksirali Freemasons u više klupski stil.
Kratko vrijeme nakon toga, Minogue je izjavila da je razočarana albumom.

## Popis pjesama
| Br. | Skladba                                                                                    | Tekstopisac                                                                                    | Producent(i)              | Trajanje |
| --- | ------------------------------------------------------------------------------------------ | ---------------------------------------------------------------------------------------------- | ------------------------- | -------- |
| 1.  | »2 Hearts«                                                                                 | Jim Eliot, Mirna Stilwell                                                                      | Kish Mauve                | 2:52     |
| 2.  | »Like A Drug«                                                                              | Mich Hedin Hansen, Anthony Asher, Engelina Andrina Larsen, Adam Powers                         | Cutfather & Jonas Jeberg  | 3:17     |
| 3.  | »In My Arms«                                                                               | Kylie Minogue, Paul Harris, Julian Peake, Richard Stannard, Adam Wiles                         | Stannard, Calvin Harris   | 3:30     |
| 4.  | »Speakerphone«                                                                             | Klas Åhlund, Christian Karlsson, Pontus Winnberg, Henrik Jonback                               | Bloodshy & Avant          | 3:54     |
| 5.  | »Sensitized«                                                                               | Guy Chambers, Cathy Dennis, Serge Gainsbourg                                                   | Chambers, Dennis          | 3:56     |
| 6.  | »Heart Beat Rock«                                                                          | Minogue, Karen Poole, Wiles                                                                    | Calvin Harris             | 3:24     |
| 7.  | »The One«                                                                                  | Minogue, John Andersson, Johan Emmoth, Emma Holmgren, Russell Small, Stannard, James Wiltshire | Freemasons, Stannard      | 4:04     |
| 8.  | »No More Rain«                                                                             | Minogue, Karlsson, Poole, Jonas Quant, Winnberg                                                | Greg Kurstin              | 4:02     |
| 9.  | »All I See«                                                                                | Edwin "Lil' Eddie" Serrano                                                                     | Jonas Jeberg & Cutfather  | 3:04     |
| 10. | »Stars«                                                                                    | Minogue, P. Harris, Peake, Stannard                                                            | P.Harris, Peake, Stannard | 3:42     |
| 11. | »Wow«                                                                                      | Minogue, Kurstin, Poole                                                                        | Kurstin                   | 3:11     |
| 12. | »Nu-di-ty«                                                                                 | Karlsson, Poole, Winnberg                                                                      | Bloodshy & Avant          | 3:03     |
| 13. | »Cosmic«                                                                                   | Minogue, Eg White                                                                              | White                     | 3:08     |
| 14. | »Magnetic Electric« (Nije dio fizičkih izdanja, ali dostupna na svakom digitalnom izdanju) | Minogue, Kurstin, Poole                                                                        | Kurstin                   | 3:17     |

### Bonus pjesme

#### Online bonus pjesme
1. "Magnetic Electric" (Kurstin, Minogue, Poole) - 3:17 – Bonus pjesma za digitalno preuzimanje.
2. "Rippin' Up the Disco" (Jonas Jeberg, Jasmine Baird, Mich Hedin Hansen ) - 3:29 - CD-ROM download sa stranice Kylie.com
3. "White Diamond (Baladna inačica)" (Jason Sellards, Scott Hoffman, Minogue) - 3:03 – iTunes bonus pjesma za narudžbe.
4. "Carried Away"(Kurstin, Minogue, Poole) -  3:14 - MP3 release from Amazon.com bonus track.
5. "Heart Beat Rock (Benny Blanco Remix) ft. MC Spank Rock"(Poole, Wiles, Harris) -  3:13 – Bonus pjesma u brazilskim online trgovinama poput UOL Megastore.[7]

#### Međunarodne bonus pjesme
1. "King or Queen" (Kurstin, Minogue, Poole) - 2:38- Japanska bonus pjesma
2. "I Don't Know What It Is" (Minogue, Davis, Stannard, Harris, Peake) - 3:17 - Japanska bonus pjesma
3. "In My Arms" (featuring Jolin Tsai) (Minogue, Wiles, Stannard, Harris, Peake) – 3:32 - Bonus pjesma umjesto originalne pjesme u Tajvanu
4. "All I See" (featuring Mims) (Jeberg, Hansen, Edwin "Lil' Eddie" Serrano) – 3:52 -  Bonus pjesma u SAD-u

#### Meksičko specijalno izdanje[8]
1. "In My Arms" (featuring Aleks Syntek) (Minogue, Wiles, Stannard, Harris, Peake, dodatni španjolski tekst Aleksa Synteka) – 3:43
2. "In My Arms (Spitzer Dub)"
3. "Wow (CSS Remix)" - 3:17
4. "Carried Away" (Minogue, Kurstin, Poole) - 3:14
5. "Cherry Bomb" (Minogue, Karen Poole, Christian Karlsson, Pontus Winnberg, Jonas Quant) - 4:17
6. "Do It Again" (Minogue, Kurstin, Poole) - 3:21

#### Specijalno Nokia izdanje
1. "Heart Beat Rock (Benny Blanco Remix) feat. MC Spank Rock"(Poole, Wiles, Harris) -  3:13 – Sadrži bonus pjesmu dostupnu za digitalno preuzimanje s posebnik Kylie X Nokia telefona.
2. "Wow" (72 Hours Remix) - 4:16 – Kao specijalna pjesma na nekim specijalnim Kylie X Nokia telefonima.
3. "In My Arms" (Iza scena spota) - 1:56 - Kao specijalna pjesma na nekim specijalnim Kylie X Nokia telefonima.

#### Izdanje s turneje
| Australija Bonus Remiks Disk 1. "2 Hearts" (Harris & Masterson Extended Mix) 2. "2 Hearts" (Alan Braxe Remix) 3. "The One" (Freemasons Vocal Club Mix) 4. "Wow" (David Guetta Remix) 5. "Wow" (CSS Remix) 6. "In My Arms" (Chris Lake Vocal Mix) 7. "In My Arms" (Steve Pitron and Max Sanna Remix - Short) 8. "In My Arms" (Sebastien Leger Remix) 9. "In My Arms" (Spitzer Remix - Radio Edit) 10. "All I See" (Remix) featuring MIMS | Azija Dodatne pjesme na prvom disku 1. "All I See" (Remix) featuring MIMS 2. "Magnetic Electric" 3. "The One" (Freemasons Remix) 4. "Can t Get You Out Of My Head" (Greg Kurstin Remix) Bonus DVD 1. 2 Hearts" (spot) 2. Iza scena od "2 Hearts" 3. "Wow" (spot) 4. Iza scena od "Wow" 5. "In My Arms" (spot) 6. Iza scena od "In My Arms" 7. "Wow" (Uživo na dojeli Brit nagrada 2008.) |

#### Specijalno DVD izdanje
- "Xposed": Intervju s Kylie
- Galerija fotografija
- White Diamond Film Trailer
- "2 Hearts" spot
- Online bonus pjesma "Rippin' Up The Disco"

#### USB bonus dodatak
- "2 Hearts" spot
- White Diamond Film Trailer
- Slike albuma
- Web poveznice
- Online bonus pjesma "Rippin' Up The Disco"

### Međunarodna izdanja

#### SAD
X je objavljen u SAD-u u izdanju diskografskih kuća Capitol Records i Astralwerks 1. travnja 2008. godine. Popis pjesama se ne razlikuje od onog na ostalim međunarodnim izdanjima osim nove inačice pjesme "All I See", na tom albumu ona je duet s reperom Mimsom kao bonus pjesma. Album je dostupan za digitalno preuzimanje u SAD-u preko iTunesa (gdje je dospio na 43. mjesto) i na  Zune ++++etplace.
"All I See" je izdan u digitalnom formatu 11. ožujka 2008. godine i objavljen na Američkoj radiju 15. travnja 2008. godine, mjesec kasnije nakon što je postala dostupna za digitalno preuzimanje i još 2 tjedna nakon što je izdana kao singl, dospijevajuži samo na 139. mjesto na ljestvici Billboard 200.
Na kraju godine, album je nazvan trećim najboljim albumom godine od The Dallas Morning News.

#### Kopnena Kina
U Kopnenoj Kini izdanje albuma X objavljeno je 16. veljače 2008. pod diskografskom kućom EMI. Na albumu je 10-ak preuređenih pjesama, uključujući hit singlove "2 Hearts", "Wow" i "In My Arms" kao duet s Jolin Tsai. Na tom izdanju albuma nisu pjesme "Like A Drug", "Speakerphone" i "Nu-di-ty" zbog kineskih pravila cenzure.

#### Meksiko
S objavljivanjem španjolske inačice pjesme "In My Arms", kao duet s meksičkim pjevačem Aleksom Syntekom, diskografska kuća EMI Music México objavila je posebno meksičko izdanje 26. kolovoza 2008. godine. Pjesma je uključena kao bonus pjesma i ne zamjenjuje originalnu kao u tajvanskom izdanju.

#### Japan
U Japanu je izdana drugačija inačica albuma. Na albumu je uređenih 15 pjesama i dvije bonus pjesme, "King or Queen" i "I Don't Know What It Is", B-strane singla "2 Hearts".

#### B-strane
1. "I Don't Know What It Is" (Minogue, Davis, Stannard, Harris, Peake) - 3:17 - Pojavljuje se na 2 Hearts
2. "King or Queen" (Kurstin, Minogue, Poole) - 2:38 - Pojavljuje se na 2 Hearts
3. "Cherry Bomb" (Minogue, Karen Poole, Christian Karlsson, Pontus Winnberg, Jonas Quant) - 4:17 - Pojavljuje se na Wow (singl u UK) i In My Arms (europski singl)
4. "Do It Again" (Minogue, Kurstin, Poole) - 3:21 - Pojavljuje se na Wow (singl u UK) i In My Arms (europski singl)
5. "Carried Away" (Minogue, Kurstin, Poole) - 3:14 - Pojavljuje se na Wow (singl u UK) i In My Arms (europski singl)
6. "Magnetic Electric" (Kurstin, Minogue, Poole) - 3:17 Pojavljuje se na The One single
7. "Can't Get You Out of My Head" (Greg Kurstin Remix)" (Cathy Dennis, Rob Davis, Greg Kurstin) - 4:04 - Pojavljuje se na In My Arms (singl u UK) i Wow (europski singl)

## Singlovi
- "2 Hearts": Objavljen diljem svijeta kao debitantski singl, osim u SAD-u. Pjesma je bila hit, dospjela je na prvo mjesto u Australiji i 4. u Ujedinjenom Kraljevstvu.
- "Wow": Objavljena kao drugi singl u Ujedinjenom Kraljevstvu i Australiji i kao treći u ostatku svijeta. U Australiji pjesma je dospjela na 11. mjesto, a u Ujedinjenom Kraljevstvu na 5. mjesto s prodanih 180.000 primjeraka singla.
- "In My Arms": Drugo globalno izdanje i treće u Ujedinjenom Kraljevstvu i Australiji, velik hit u Europi i Meksiku. Dospjela je na 7. mjesto u Meksiku i postala Minoguein najveći hit ondje od 2002. godine. Dospjela je na jedno od prvih 10 mjesta u Njemačkoj, Francuskoj i Grčkoj i na prvo mjesto u Rumunjskoj.
- "The One": objavljena kao singl u Ujedinjenom Kraljevstvu, Australiji i Europi. Iako je izdana samo u digitalnom formatu, dospjela je na 3. mjesto u Ujedinjenom Kraljevstvu i 13. na OZ ljestvicama. Također, obajvljena su 2 promotivna izdanja. Izdanje kao singl je otkazano.

### Ostale pjesme
- "All I See": Objavljena je kao debitantski singl s albuma u SAD-u i drugi u Kanadi. Dospjela je na 81. mjesto kanadske ljestvice Canadian Hot 100, ali nije prošla na ljestvici Billboard Hot 100. Kako god, dospjela je na 3. mmjesto ljestvice Dance/Club play.
- "Speakerphone": Iako nikad nije objavljena kao singl dospjela je na 85. mjesto kanadske ljestvice zbog velikog broja digitalnih preuzimanja s albuma. Također, postigla je nešto popularnost u SAD-u jer je stavljena na Madonnin popis pjesama na iTunesu i izvedena na America's Best Dance Crew. U kolovozu Kylie je održala natjecanje za svoje obožavatelje da naprave spot za pjesmu. Pobjednik bila je animacija koju je napravio mađarski animator Rudolf Pap. Spot je prikazan 4. listopada na Hollywood Bowl prije Minogueinog koncerta.[16]

## Top ljestvice
| Top ljestvica (2007/08.)            | Najviša pozicija | Certifikacija | Prodaja |
| ----------------------------------- | ---------------- | ------------- | ------- |
| Austrija                            | 16               | -             | -       |
| Australija                          | 1                | platinasta    | 70,000  |
| Belgija (Flandrija)                 | 26               | -             | -       |
| Belgija (Valonija)                  | 23               | -             | -       |
| Kanada                              | 43               | -             | -       |
| Danska                              | 24               | -             | -       |
| Francuska                           | 19               | zlatna        | 57,940+ |
| Njemačka                            | 15               | -             | -       |
| Mađarska                            | 20               | -             | -       |
| Irska                               | 12               | -             | -       |
| Nizozemska                          | 29               | -             | -       |
| Novi Zeland                         | 38               | -             | -       |
| Španjolska                          | 28               | -             | -       |
| Švedska                             | 28               | -             | -       |
| Švicarska                           | 9                | -             | -       |
| Ujedinjeno Kraljevstvo              | 4                | platinasta    | 60.000+ |
| SAD Billboard 200                   | 139              | -             | -       |
| SAD Billboard Top Electronic Albums | 4                | -             | -       |

## Povijest objavljivanja
| Regija                 | Datum              | Izdavač             | Format | Katalog        |
| ---------------------- | ------------------ | ------------------- | ------ | -------------- |
| Japan                  | 21. studenog 2007. | EMI Music Japan     | CD     | TOCP-66719     |
| Japan                  | 21. studenog 2007. | EMI Music Japan     | CD/DVD | TOCP-66720     |
| Tajvan                 | 23. studenog 2007. | EMI                 | CD     | –              |
| Tajvan                 | 23. studenog 2007. | EMI                 | CD/DVD | –              |
| Njemačka               | 23. studenog 2007. | EMI                 | CD     | –              |
| Irska                  | 23. studenog 2007. | EMI                 | CD     | –              |
| Italija                | 23. studenog 2007. | EMI                 | CD     | –              |
| Australija             | 24. studenog 2007. | Mushroom            | CD     | 5144249122     |
| Australija             | 24. studenog 2007. | Mushroom            | CD/DVD | 5144250532     |
| Ujedinjeno Kraljevstvo | 26. studenog 2007. | Parlophone          | CD     | 513 9522       |
| Ujedinjeno Kraljevstvo | 26. studenog 2007. | Parlophone          | CD/DVD | 513 9562       |
| Singapur               | 26. studenog 2007. | Parlophone          | CD     | 51474805       |
| Portugal               | 27. studenog 2007. | EMI                 | CD     | –              |
| Portugal               | 27. studenog 2007. | EMI                 | CD/DVD | –              |
| Španjolska             | 27. studenog 2007. | –                   | –      |                |
| Švedska                | 28. studenog 2007. | EMI                 | CD     | 50999-5154730  |
| Švedska                | 28. studenog 2007. | EMI                 | CD/DVD | 50999-5139562  |
| Argentina              | 3. prosinca 2007.  | EMI                 | CD     | 50999-5147480  |
| Meksiko                | 14. prosinca 2007. | EMI                 | CD     | 50999-51474805 |
| Meksiko                | 21. prosinca 2007. | EMI                 | CD/DVD | 50999-51494728 |
| Brazil                 | 20. veljače 2008.  | EMI                 | CD     | –              |
| SAD                    | 1. travnja 2008.   | Capitol/Astralwerks | CD     | B000X1LJPQ     |
| Kina                   | proljeće 2008.     | EMI                 | CD     |                |
| Meksiko                | 26. kolovoza 2008. | EMI                 | CD     | 5099923711020  |

## Impresum
- Kylie Minogue – glavni vokali, pozadinski vokali
- Roselyn Della Sabina- tekstopisac, programiranje, vokalno aranžiranje
- Henrik Jonback - gitara
- Paul Stanborough – gitara, programiranje, inženjerstvo
- Julian Peake - bas, klavijature
- Richard Stannard - bas, klavijature, produkcija
- Guy Chambers - klavijature, produkcija
- Jonas Jeberg - klavijature, vokalno aranžiranje, produkcija, programiranje, inženjer, mikseta
- Ian Kirkham - alto saksofon, elektronika
- Russell Small - doba
- Amanda Wilson - vokali
- Cathy Dennis - pozadinski vokali, produkcija
- Richard Flack - pozadinski vokali, programiranje, mikseta, inženjer
- Karen Ann Poole - pozadinski vokali, vokalna produkcija
- Adam Powers – vokalno aranžiranje
- Cutfather - produkcija, mikseta
- Greg Kurstin - produkcija, instrumenti, mikseta, inženjer
- Eg White - produkcija, instrumenti
- Ash Howes - programiranje, mikseta
- Jonas Quant - programiranje
- Dave Bascombe - mikseta
- Niklas Flyckt - mikseta
- Matz Nilsson - mikseta
- Eddie Miller - inženjer
- Geoff Pesche - dirigent
- Ben Jackson Group – pomoćni inženjer